# Estampes (Debussy)
Estampes è una suite per pianoforte composta da Claude Debussy nel 1903 e pubblicata nello stesso anno da Durand.

## Storia
Il 10 luglio 1903 Debussy partì con la moglie Lily per Bichain, in Borgogna, per passarvi l'estate e dove era già stato l'anno precedente. 
Qui iniziò a scrivere La mer e compose il primo brano delle Estampes per pianoforte. Pagodes e il pezzo successivo, La soirée dans Grenade, sono echi di paesi lontani che il musicista avrebbe voluto visitare ma, come egli scrisse al direttore d'orchestra André Messager "quando non si hanno i mezzi per pagarsi i viaggi bisogna supplire con l'immaginazione"; il secondo brano infatti fu scritto da Debussy dopo aver visto una fotografia dell'Alhambra di Granada che lo ispirò. La raccolta fu terminata entro il mese di agosto e fu inviata a metà settembre all'editore Durand con indicazioni per la copertina che avrebbe dovuto avere la partitura. 
I tre brani furono pubblicati nel mese di ottobre con la dedica a Jacques-Émile Blanche che aveva realizzato un ritratto del compositore l'anno precedente.
La prima esecuzione della suite avvenne a Parigi il 9 gennaio 1904 alla Salle Érard della Société Nationale de Musique.  
L'interprete fu il pianista Ricardo Viñes; il successo fu tale che l'esecutore dovette concedere il bis del terzo brano, Jardins sous la pluie. 

## Struttura e analisi
- Pagodes. Modérément animé (Si maggiore)
- La soirée dans Grenade. Dans un rythme nonchalamment gracieux. Mouvement de Habanera (Fa diesis minore)
- Jardin sous la pluie. Toccate. Net et vif (Mi minore)

Pagodes. Il brano evoca sensazioni di Oriente e l'immagine di magnifiche pagode sullo sfondo di paesaggi incantati. Composto nella chiara tonalità di Si maggiore, il brano dura all'incirca quattro minuti e trenta; particolare è l'utilizzo dei due pedali, quello di risonanza e una corda, che da un lato amplificano il suono percussivo degli accordi della mano sinistra e dall'altro creano un'atmosfera armonica suggestiva. Inoltre l'uso della scala pentatonica è una chiara reminescenza delle melodie giavanesi che Debussy ascoltò all'Esposizione universale del 1889.
La soirée dans Grenade. L'atmosfera cambia completamente, fin dalle prime note il richiamo alla Spagna è vivido; il ritmo di habanera e, verso il finale, un accenno di flamenco ci riportano alle calde serate nelle strade di Granada. Il richiamo, probabilmente voluto, all'Habanera di Maurice Ravel è più che evidente, con numerosi prestiti, ma il risultato ottenuto da Debussy nel suo brano è, nell'incantevole suggestione spagnoleggiante, notevolmente superiore. Composto nella tonalità di Fa diesis minore, il brano dura circa cinque minuti.
Jardins sous la pluie è un pezzo di puro virtuosismo pianistico in cui le melodie, tratte da motivi popolari, servono ad alleggerire l'aspetto di studio del pezzo. Il tema principale è una citazione di una canzone di bambini, Dodo, l'enfant do, arricchito da una vera pioggia di note che suggeriscono scrosci e zampilli. Un altro richiamo infantile della canzone Nous n'irons plus au bois ricorda i fanciulli spaventati dal temporale con folate di vento riprese nelle veloci note della partitura. Composto nella tonalità di Mi minore, il brano dura poco più di tre minuti,

Benché il pezzo sia stato composto a Bichain, sembra che Debussy lo abbia scritto ricordando i giardini dell'Hôtel de Croisy a Orbec dove aveva soggiornato nel 1894 .